# 1132 Hollandia
1132 Hollandia este un asteroid din centura principală, descoperit pe 13 septembrie 1929, de Hendrik van Gent.